# Lo squalo 3
Lo squalo 3 (Jaws 3-D) è un film horror in stile 3D  del 1983 diretto da Joe Alves. È il secondo sequel del film del 1975 Lo squalo diretto da Steven Spielberg e il terzo film del franchise de Lo squalo, basato sui personaggi dell'omonimo romanzo di Peter Benchley.
La storia si svolge al SeaWorld, un parco acquatico con lagune e tunnel subacquei nel quale lavora Mike Brody, dove il giorno dell'inaugurazione un esemplare di grande squalo bianco femmina penetra all'interno del complesso attaccando ripetutamente i turisti e gli addetti della struttura. Nel cast corale figurano Dennis Quaid, Bess Armstrong, Louis Gossett Jr., Simon MacCorkindale e Lea Thompson, quest'ultima alla sua prima apparizione cinematografica. Martin Brody, protagonista dei primi due film, non appare e al suo posto ci sono i figli Michael e Sean.
Il film ha utilizzato il 3D durante il rinnovato interesse per la tecnologia negli anni '80. Il pubblico del cinema poteva indossare occhiali 3D polarizzati in cartone usa e getta per creare l'illusione che gli elementi fuoriuscissero dallo schermo. Diverse inquadrature e sequenze sono state progettate per utilizzare l'effetto, come la distruzione dello squalo. Poiché il 3D era inefficace nella visione domestica fino all'avvento dei televisori 3D alla fine degli anni 2000, il titolo alternativo Jaws III viene utilizzato per le trasmissioni televisive e i media domestici.

## Trama
Michael "Mike" Brody, figlio del capo della polizia Martin Brody di Amity, lavora come ingegnere capo al SeaWorld Orlando insieme alla sua ragazza, Kathryn "Kay" Morgan, biologa marina del parco. Mentre il cancello della laguna del parco è bloccato, un grande squalo bianco segue un ignaro gruppo di sciatori d'acqua nel parco. Kay e i suoi assistenti notano che i delfini residenti, in particolare le due femmine Cindy e Sandy, hanno paura di lasciare il recinto e uscire in laguna. Più tardi, Calvin Bouchard, proprietario del parco, accoglie il suo amico, il celebre fotografo e cacciatore Philip FitzRoyce, e il fratello di Mike, Sean, neopromosso al liceo, arriva per una visita. Nel frattempo, il meccanico Shelby Overman, sceso in acqua da solo per riparare il cancello, viene ucciso dallo squalo, entrato a sua volta nella laguna. Mike, Kay e Sean escono per un drink e Sean incontra e inizia a frequentare Kelly Ann Bukowski, una delle sciatrici d'acqua del parco. Dopo cena, Mike e Kathy si appartano per una passeggiata lungo la spiaggia, mentre Sean e Kelly vanno a nuotare nella laguna (il giovane Brody, ancora memore dell'attacco di squalo a cui ha assistito da bambino, entra in acqua con molta riluttanza); il fratello e la fidanzata li raggiungono presto e vivacizzano la serata. Nel frattempo, due uomini si intrufolano nel parco e vanno sott'acqua per rubare il corallo che intendono vendere, ma entrambi vengono uccisi dallo squalo.
Il giorno successivo, Kay e Mike vengono informati della scomparsa di Overman e scendono con un batiscafo per ispezionare la laguna per cercare il suo corpo. Incontrano invece un giovane squalo bianco, lungo solo 10 piedi (3 metri), a cui sfuggono per miracolo con l'aiuto dei due delfini allevati da Kathy, ma lo squalo scappa di nuovo nel parco. Informano Bouchard e FitzRoyce suggerisce di uccidere lo squalo in televisione, ma Kay protesta, raccomandando invece di catturare lo squalo e tenerlo in vita in cattività, il che garantirebbe più pubblicità per il parco. Lo squalo viene catturato con successo e Kay e il suo staff iniziano a curarlo. Finalmente arriva il gran giorno dell'inaugurazione: accorrono in massa migliaia di persone, che esplorano le varie attrazioni del complesso rimanendone soddisfatti. Calvin dà però l'ordine di esporre subito lo squalo, contrariamente alle istruzioni di Kathy: il piccolo, provato dalle recenti ferite, muore rapidamente. Nel frattempo, Kelly seduce Sean su una barca a scontro in acqua, nonostante la sua trepidazione dovuta alle sue esperienze ad Amity. 
Il cadavere di Overman viene scoperto e recuperato: esaminandolo, Kay si rende conto che lo squalo che lo ha ucciso è la madre del primo squalo e che deve essere anche all'interno del parco. Riesce a convincere Calvin di questa nuova scoperta quando lo squalo stesso si presenta alla vetrata del ristorante sottomarino. Spinta fuori dal suo rifugio all'interno del condotto di filtraggio, l'enorme squalo (lungo almeno 12 metri, a detta di FitzRoyce) inizia a nuotare intorno al parco. Mike corre immediatamente a richiamare gli sciatori e i bagnanti. Nonostante il caos prodotto dal panico, tutti escono indenni dall'acqua, ma lo squalo ferisce Kelly; il rapido intervento di FitzRoyce le salva la vita, e Sean la accompagna all'ospedale. Mentre Calvin dà l'ordine di chiudere il parco, lo squalo provoca una perdita che quasi annega tutti i visitatori in un tunnel sottomarino del parco, bloccati in una delle sale d'osservazione chiuse con porte stagne. FitzRoyce e il suo assistente, Jack Tate, scendono in acqua per attirare lo squalo nel condotto di filtraggio e rinchiuderlo dentro. Mentre Jack chiude il cancello a grata, FitzRoyce conduce con successo lo squalo nel condotto, ma la sua sagola si spezza a causa della forte corrente generata dalle sue pompe e viene divorato intero dall'animale, morendo quando è sul punto di azionare la sua granata.
Sentendo che lo squalo è intrappolato nel condotto, Mike e Kay scendono e riparano il tunnel sottomarino tramite saldatura, in modo da ripristinare la pressione dell'aria e drenare l'acqua. Calvin ordina di spegnere le pompe per soffocare lo squalo, ma questo si libera e attacca Mike e Kay, che vengono nuovamente salvati dai delfini e tornano alla sala di controllo, mentre i civili nel tunnel sottomarino vengono evacuati in sicurezza. Lo squalo si getta contro la vetrata della sala controllo subacquea, allagandola. Calvin porta in salvo un tecnico, mentre un altro viene sbranato, e Mike e Kathy, ancora con indosso le mute, decidono di fermare la creatura. Mike nota il cadavere di FitzRoyce ancora nella gola dello squalo che tiene la granata e usa un palo piegato per tirarne la linguetta, innescando l'esplosione della granata e uccidendo lo squalo. In seguito, Mike e Kay festeggiano con i delfini la fine di questa tragedia.

## Produzione
David Brown e Richard Zanuck, i produttori dei primi due film, vollero fortemente una parodia della saga dello squalo e lo intitolarono provvisoriamente Jaws 3, People 0. Matty Simmons, fresco del successo di Animal House, venne assunto come produttore della pellicola e come sceneggiatore della pellicola. Joe Dante venne contattato per assumere il ruolo di regista, ma tuttavia il progetto di un terzo capitolo della saga venne cancellato a causa dei conflitti tra i produttori e gli Universal Studios. Brown, successivamente, accantonò l'idea di una parodia dello squalo e decise di ideare un seguito de Lo squalo 2.
Alan Landsburg acquistò i diritti per produrre il film, quando Brown e Zanuck rifiutarono di produrlo. Landsburg tentò di coinvolgere sperimentalmente il regista Murray Lerner per il terzo film, ma quest'ultimo rifiutò di dirigere il film poiché non amava la sceneggiatura. Alla regia fu, quindi, scelto Joe Alves, scenografo dei primi due film e regista della seconda unità de Lo squalo 2. Il film è stato girato a SeaWorld Orlando, un parco acquatico senza sbocco sul mare.
Molti sceneggiatori hanno collaborato alla sceneggiatura del terzo film tra cui Richard Matheson, che aveva scritto la sceneggiatura del film di Spielberg. Matheson fu costretto ad includere i due figli di Martin Brody nel terzo film. Inoltre i produttori volevano a tutti costi che lo squalo della pellicola fosse lo stesso del secondo film, ma questo fu giudicato troppo irrealistico e quindi questa idea venne abbandonata. Matheson fu anche obbligato a scrivere un ruolo per l'attore Mickey Rooney e, alla fine della sceneggiatura, rimase molto deluso del lavoro svolto per questo terzo film e incolpò il regista Joe Alves, giudicandolo inadatto per il ruolo, definendolo il colpevole del fallimento commerciale del film. Guerdon Trueblood è stato accreditato per la storia e, secondo alcuni siti di recensioni, fu proprio lui ad ideare gran parte della storia originale del terzo film. Anche Carl Gottlieb, che aveva lavorato anche alle sceneggiature dei primi due film, fu accreditato come sceneggiatore, insieme a Richard Matheson.
Durante la pre-produzione del film, nel 1981 la Universal accusò di plagio gli autori della pellicola italiana L'ultimo squalo diretto da Enzo G. Castellari, che in quel periodo uscì anche negli USA. Alla fine venne riconosciuto il plagio del film di Steven Spielberg e il film di Castellari venne ritirato dalle sale in America.

### Cast
Roy Scheider rifiutò di riprendere il ruolo di Martin Brody e, addirittura, si mise a ridere dopo aver saputo che la produzione era intenzionata a creare un terzo film su Lo squalo. Per non partecipare alle riprese del film, l'attore accettò di partecipare al film Tuono blu, le cui riprese coincidevano appunto con quello de Lo squalo 3. La Universal decise quindi di ingaggiare Dennis Quaid, nei panni del figlio di Brody Michael, promosso a nuovo protagonista della pellicola.
Il resto del cast vede l'attrice Bess Armstrong nel ruolo di Kathryn Morgan, compagna di Mike e biologa marina del parco, mentre Louis Gossett Jr. venne ingaggiato per il ruolo del capo dello struttura, Calvin Bouchard. L'attore, in quel periodo, si divideva tra le riprese de Lo squalo 3 e quelle di Ufficiale e gentiluomo, che l'avrebbe poi portato a vincere l'Oscar al miglior attore non protagonista. L'inglese Simon MacCorkindale fu assunto per il ruolo di Philip Fitzroyce, noto fotografo ospite della struttura insieme al suo collaboratore. Una delle scene più complicate da girare per MacCorkindale fu proprio la scena della morte di Fitzroyce, che viene massacrato vivo dallo squalo nelle sue fauci. John Putch compare nel film nel ruolo del fratello di Mike, Sean, entrambi gli unici personaggi della saga ad essere apparsi in tutti e quattro i film.
L'attrice Lea Thompson esordì proprio con questo film nel mondo del cinema, divenendo poi famosa negli anni successivi per il ruolo della madre di Marty McFly nella saga di Ritorno al futuro. Nonostante non compaiano, i personaggi di Martin e Ellen Brody vengono citati da Mike durante un dialogo con Kathryn: tuttavia vi è una lieve incongruenza, poiché Mike afferma che i genitori vivono entrambi su un'isola mentre nel film successivo verrà rivelato che Brody è morto d'infarto nel 1982, anno in cui è ambientato Lo squalo 3 (i cui eventi vengono però totalmente ignorati nell'ultimo capitolo della saga). Anche grazie alle caratteristiche psicologiche di Sean ci rendiamo conto che una certa continuità con i primi due film viene mantenuta: egli infatti, nonostante ormai sia adulto, continua ad avere una gran paura dell'acqua, in seguito alla brutta esperienza vissuta da bambino, quando, da molto vicino, vide lo squalo uccidere una ragazza, Margie, che l'aveva salvato (una delle scene più crude e tristi de Lo squalo 2).

### Uso del 3D
Il film è caratterizzato dall'uso della tecnologia 3D, che in quegli anni stava vivendo un'ondata di particolare interesse, seguendo la scia di altri film come Venerdì 13: weekend di terrore ed Amityville 3D. I produttori e il regista, pensarono che il 3-D avrebbe dato un vantaggio al film. La tecnica usata è stata la polarizzazione della radiazione elettromagnetica anziché la anaglifica, cosa che consentiva di usufruire di occhialini usa e getta con lenti di colore brunito, molto più confortevoli di quelle anaglifiche bi-colorate, dando sempre l'illusione dell'uscita degli oggetti dallo schermo. Molte riprese e molte scene vennero progettate pensando all'utilizzo di questa tecnica, come ad esempio la scena della distruzione dello squalo.
La sequenza di apertura del film rende subito l'idea del 3D: i titoli di testa volano in prima fila sullo schermo, lasciando una scia dietro di essi. Inoltre, sempre nella sequenza iniziale, lo squalo uccide un pesce e la sua testa mutilata rotea nell'acqua avvicinandosi sempre più allo schermo, dando quindi l'impressione di penetrare nella telecamera. Gli effetti più evidenti del 3D si vedono tuttavia nella scena finale: quando lo squalo distrugge la vetrata della sala controllo, i pezzi di vetro volano verso lo schermo e con l'uso del 3D danno l'impressione di fuoriuscire dalla visuale dello spettatore e, in particolare, la scena della distruzione dello squalo vede alla fine alcune parti della sua arcata dentale schizzare in mezzo al sangue e dirigersi verso lo schermo. Questa scena è stata infatti molto complessa da girare.
Lo squalo 3 ha avuto due consulenti per il 3-D: Chris Condon, inizialmente, e successivamente Stan Loth. La produzione partì col sistema StereoVision, ma venne abbandonato dopo una settimana, rimpiazzato dal sistema Arrivision, che secondo il regista Joe Alves era un sistema superiore perché aveva una più ampia varietà di obiettivi. Alves afferma che: «"le immagini [del film] sono molto ben delineate con la tecnica Arrivision, e la fotografia è molto pulita, oltre ad essere riposante per gli occhi, in questo modo esci dal film senza mal di testa"». Lo storico RM Hayes afferma che sono state usate entrambe le tecniche per meglio curare l'aspetto estetico del 3D. Entrambe le telecamere sono state utilizzate in combinazione tra loro, in modo da ottenere un effetto più realistico: la tecnica Arrivision 3D sfrutta uno speciale adattatore a doppia lente montato sulla macchina da presa e divide il fotogramma della pellicola da 35 mm a metà lungo il centro catturando l'immagine dell'occhio sinistro nella metà superiore del fotogramma e l'immagine dell'occhio destro nella metà inferiore, metodo noto come "sopra/sotto". Questo sistema consente di proiettare film in 3D in quasi tutti i cinema, dal momento che non richiede la proiezione simultanea di due proiettori, cosa che molti cinema non sono in grado di gestire. Secondo la società che ha costruito gli alloggiamenti per le telecamere subacquee per il film, le sequenze sono state girate utilizzando una fotocamera Arriflex 35-3 con obiettivo 3D "sopra/sotto" Arrivision da 18 mm.

### Edizione Home Video
A causa del non utilizzo del 3-D per la visione domestica, il titolo alternativo Lo squalo 3 è utilizzato per la diffusione del film in televisione, VHS e DVD. Una delle eccezioni è rappresentata da una versione pubblicata del film nel 1986 per il sistema di videoregistrazione VDH (da non confondere con LaserDisc). Ciò richiedeva uno speciale lettore 3D VHD o un adattatore 3D hardware e un set di occhiali LCD che fissavano gli occhi dello spettatore in base ai segnali di controllo inviati dal lettore, consentendo all'effetto 3D polarizzato di funzionare. Un'ulteriore versione del film pubblicata nel febbraio 2008 è stata pubblicata in DVD ma, similmente alla prima, è risultata difficilmente gestibile e quindi accantonata.

## Colonna sonora
La colonna sonora del film venne affidata ad Alan Parker, a differenza dei primi due film in cui la musica venne curata da John Williams. Fu la prima colonna sonora realizzata da Parker nella sua carriera. Tuttavia durante il film vengono spesso ripresi alcuni temi dalla celebre musica di Williams. L'album è stato successivamente pubblicato dalla MCA Records nel 2000.

## Promozione
(Tagline del film)

## Accoglienza

### Incassi
Con un budget di $ 18 milioni, il film ha incassato $ 13.422.500 nel weekend di apertura, che è stato il secondo weekend di apertura dell'anno con il maggior incasso del 1983. È stato proiettato in 1.311 sale nella sua uscita più ampia. Nonostante questo fu una delusione nel corso delle varie settimane, incassando complessivamente circa $ 87.987.055 in tutto il mondo, una cifra inferiore rispetto ai precedenti episodi. Ebbe un successo leggermente migliore all'estero, riuscendo a entrare nella Top 10 degli incassi del 1983 insieme a film quali Operazione piovra e Mai dire mai.

### Critica
Nonostante il discreto successo riscosso al botteghino nazionale, la ricezione del film è stata generalmente negativa. Ha una valutazione "marcio" dell'11% su Rotten Tomatoes sulla base di 35 recensioni, con il suo consenso critico che afferma: "Un thriller sull'oceano imbevuto di formaggio senza una ragione evidente per esistere, Jaws 3 urla con un grido lamentoso ma alla fine inascoltato per mettere questo franchise fuori dalla miseria degli spettatori". Su Metacritic ha un punteggio medio ponderato di 27 su 100 in base alle recensioni di 9 critici, indicando "recensioni generalmente sfavorevoli".
In particolare l'uso del 3D fu aspramente criticato per la scelta di attirare pubblico. Critici esperti come Gene Siskel e Roger Ebert trovarono la sceneggiatura di Matheson e Gottieb molto inferiore rispetto a quella realizzata per i primi due film, anche se ci fu chi lodò il film alla sua prima visione sullo schermo. Variety lo definisce "tiepido" e suggerisce che Alves "non si sofferma abbastanza a lungo sullo squalo bianco". Molti critici furono d'accordo nell'affermare che Lo squalo 2 era senz'altro il migliore dei sequel della saga, in particolare considerando il successo dei primi due capitoli. Un critico, a proposito del film, disse: "Performance deludenti, effetti speciali orribili e dialoghi assolutamente terribili contribuiscono a rendere il film un'esperienza davvero deprimente per tutti. È difficile non pensare che un sequel di questo genere non abbia ucciso tutto il franchise sullo squalo." Tra alcuni difetti, alcuni critici descrivono il film come "marginalmente divertente". Il sound design è stato comunque lodato. Il momento in cui si sente il pianto di un bambino quando il cucciolo di squalo muore nella piscina è particolarmente elogiato da un recensore.
Nel suo manuale di sceneggiatura, Linda Aronson suggerisce che il suo protagonista, interpretato da Quaid, è un grosso problema con il film. Dice che dopo aver impiegato troppo tempo per essere presentato, il personaggio è "essenzialmente uno spettatore passivo". Non c'è caccia fino al culmine quando lo squalo sta terrorizzando le persone nell'acquario; solo allora Mike Brody diventa il centro dell'azione. Evidenzia anche le imprecisioni nella trama. Ad esempio, confuta l'idea di una "madre squalo che protegge la sua prole [poiché] gli squali non fanno da madre ai loro piccoli" e sottolinea che i delfini possono attaccare gli squali.
L'interpretazione di Louis Gossett Jr. fu accolta positivamente dalla critica, anche se gli frutterà una nomination ai Razzie Award come peggior attore non protagonista. I critici bocciarono tutto il resto dei personaggi, in particolare l'interpretazione di Dennis Quaid e degli altri protagonisti del film. Leonard Maltin stroncò anch'egli la pellicola e rivelò di avervi trovato delle similitudini con il film del 1955 La vendetta del mostro.

## Riconoscimenti
Lo Squalo 3 si aggiudicò nel 1984 cinque nomination ai Razzie Award. Tuttavia non vinse nessun premio, venendo battuto dal film Hercules distribuito lo stesso anno.
1984 - Razzie Awards
- Nomination - Peggior film
- Nomination - Peggior attore non protagonista a Louis Gossett Jr.
- Nomination - Peggior regista a Joe Alves
- Nomination - Peggior sceneggiatura a Richard Matheson, Carl Gottlieb e Guerdon Trueblood
- Nomination - Peggior esordiente ai delfini urlanti Cindy e Sandy

## Altri media
Il gioco Jaws Unleashed uscito nel 2006 presenta varie ambientazioni e situazioni tratte dal film, oltre ad avere lo stesso protagonista.

## Sequel
Nonostante il successo commerciale, Lo squalo 3 ha ricevuto recensioni estremamente negative ed è stato seguito da Lo squalo 4 - La vendetta (1987), il quale ignora completamente gi eventi del terzo capitolo.